# AN/APG-82
AN/APG-82는 미국이 개발한 항공 레이다다. F-15 전투기에 탑재되는 AN/APG-63 계열 레이다 중 일종으로, AESA 레이다다. 최강의 F-15 계열 레이다다. F-15SE에 탑재되며 지금까지 개발된 모든 APG-63 레이다 중 최강종이다.

## 탑재기
- F-15SE
- F-15E

## 역사
AN / APG-82는 F-15E 의 레이다 현대화 프로그램(Radar Modernization Program : RMP)에 사용되는 레이다이다. APG-63(V)3 백 엔드 부를 AN/APG-79과 같은 것으로 변경 처리 능력을 향상시키고있다. 기존 구성 요소를 우회하여 신속하게 개발할 수 데다 신규 개발 비용을 크게 줄일 수 있었다. APG-82(V)1은 신형의 냉각 시스템과 전자 방해에서도 제대로 레이다를 작동시키기위한 장치이다 무선 주파수 가변 필터 (RFTF)을 갖추고 있으며, 이로 인해 사거리 확대 목표 동시 추적 능력 처리 시간 단축, 해상도 향상 등을 도모 할 수 있다. 또한 공대공과 공대지 모드의 동시 사용도 가능하다. 원래 이름은 AN/APG-63(V)4였지만, 2009년에 APG-82(V)1로 개명되었다. 2014년 7월 17일 첫 탑재기가 인도되었다.

### 구매국

#### 일본
일본은 미쓰비시 F-15J 이글 근대화 개수 사업의 차원으로 98대의 F-15J를 개량하기 위해 APG-82 레이더 구매로 예정했다. 구매하는 업그레이드 사업 관련 방산품 리스트는 다음과 같다.
- 103 개의 APG-82 레이더 (5개는 예비분)
- 116 개의 고급 디스플레이 코어 프로세서 II (ADCP II)
- 116 개의 고급 디스플레이 코어 프로세서 II (ADCP II) 미션 시스템 컴퓨터 (18 개의 예비 부품 포함);
- 101 개의 ALQ-239 DEWS (Digital Electronic Warfare System)

예상 총 프로그램 비용은 45억 달러다. 대당 500억원에 가까운 업그레이드 비용이다. 하지만 보잉의 737 max의 실패로 인한 손실을 메우기 위해 F-15K/F-15MJ의 개량 비용을 매우 높인 탓에 두 국가 모두 개량을 보류하는 분위기로 선회했다.

## 제원
- 이름 : AN/APG-82
- 개발국가 :  미국
- 종류 : AESA 레이다
- 레이더 탐지거리 : (서방국가의 소형 전투기가 표적일 시) 180km
- 모듈 : T/R 1,500개 소자

### 스펙
탐지거리는 280km, 10개 이상의 표적을 동시추적할 수 있다.

## 같이 보기
- AN/APG-63
- AN/APG-68
- AN/APG-65
- AN/APG-77